# José María Santiváñez
José María Santiváñez Gumucio (Cochabamba, Bolivia, 1815 – 1893), fue un biógrafo, folletista y político boliviano. 

## Biografía
Estudió medicina en la UMSA de La Paz (1837), lo mismo que jurisprudencia en Sucre. Según anota Carlos Gregorio Taborga “Bajo la dirección de don José Joaquín de Mora y José María Bedoya, a la par de sus estudios medios, también cursó clases públicas de literatura, francés e inglés, en el Colegio Normal de Profesores que se fundó el 27 de enero de 1835 en La Paz”. 
Tuvo una activa vida política, del lado de José Ballivián, llegando a ser diputado por Cochabamba en 1844. Luego fue perseguido por el gobierno de Belzu. Luego fue Prefecto de Sucre y posteriormente de Cochabamba. Llegaría a ser candidato a la Presidencia de la República. 
En este trajinar, también desarrolló intensa actividad periodística, así lo registra los investigadores Raúl de la Quintana y Ramiro Duchén en su Pasión por la palabra; fue redactor de la ‘Revista de Cochabamba’, primera publicación cultural de aquella ciudad. También colaboró con otros medios.

## Publicaciones
Ha publicado varios libros de carácter histórico, político y diplomático. Destacan de sus escritos los dos volúmenes con la biografía sobre el expresidente José Ballivián.
El citado Carlos Gregorio Taborga destaca la faceta literaria de Santiváñez anotando: “El carácter esencial de la literatura de Santiváñez señala riqueza y propiedad del uso del idioma, con una pulcritud que nos es frecuente encontrar en otros escritores de la época. Los dos trabajos biográficos ya mencionados, por la selección de los materiales acumulados y e limpio estilo de que hace gala el autor, por sí solos disciernen notoria jerarquía al intelectual intachable que había en José María Santiváñez”.
Un ejemplo de la escritura de Santiváñez –reproducida por Gustavo Adolfo Otero- puede estar en el siguiente texto sobre precisamente José Ballivián: “De estatura alta, temperamento nervioso –sanguíneo, constitución atlética- Ballivián era una de esas naturalezas exuberantes, en las que el vigor de cada fibra se comunica a todos y cada uno de los actos del espíritu. Su fisonomía era distinguida: frente ancha, confundida con una espaciosa calva, que contrastaba con la frescura y lozanía de su rostro. Barba y cabellos negros, ojos pardos, de mirada dominante. Nariz recta, perfilada, de forma enteramente correcta. Labio inferior un poco grueso”.
- Datos: Q106641596